# 5208 Royer
Az 5208 Royer (ideiglenes jelöléssel 1989 CH1) a Naprendszer kisbolygóövében található aszteroida. Eleanor F. Helin fedezte fel 1989. február 6-án.